# Salémata (Département)

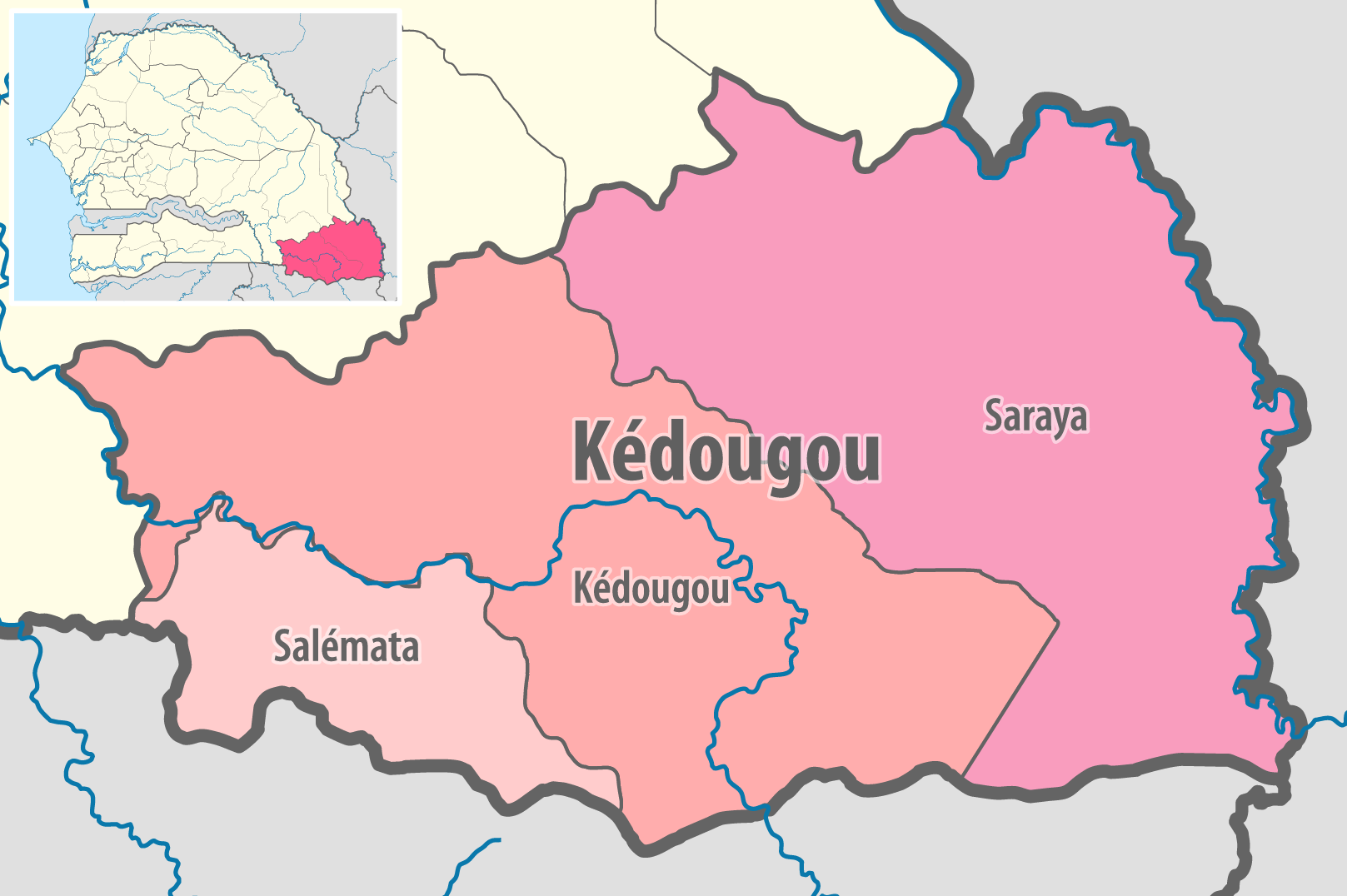
Département Salémata in der Region Kédougou

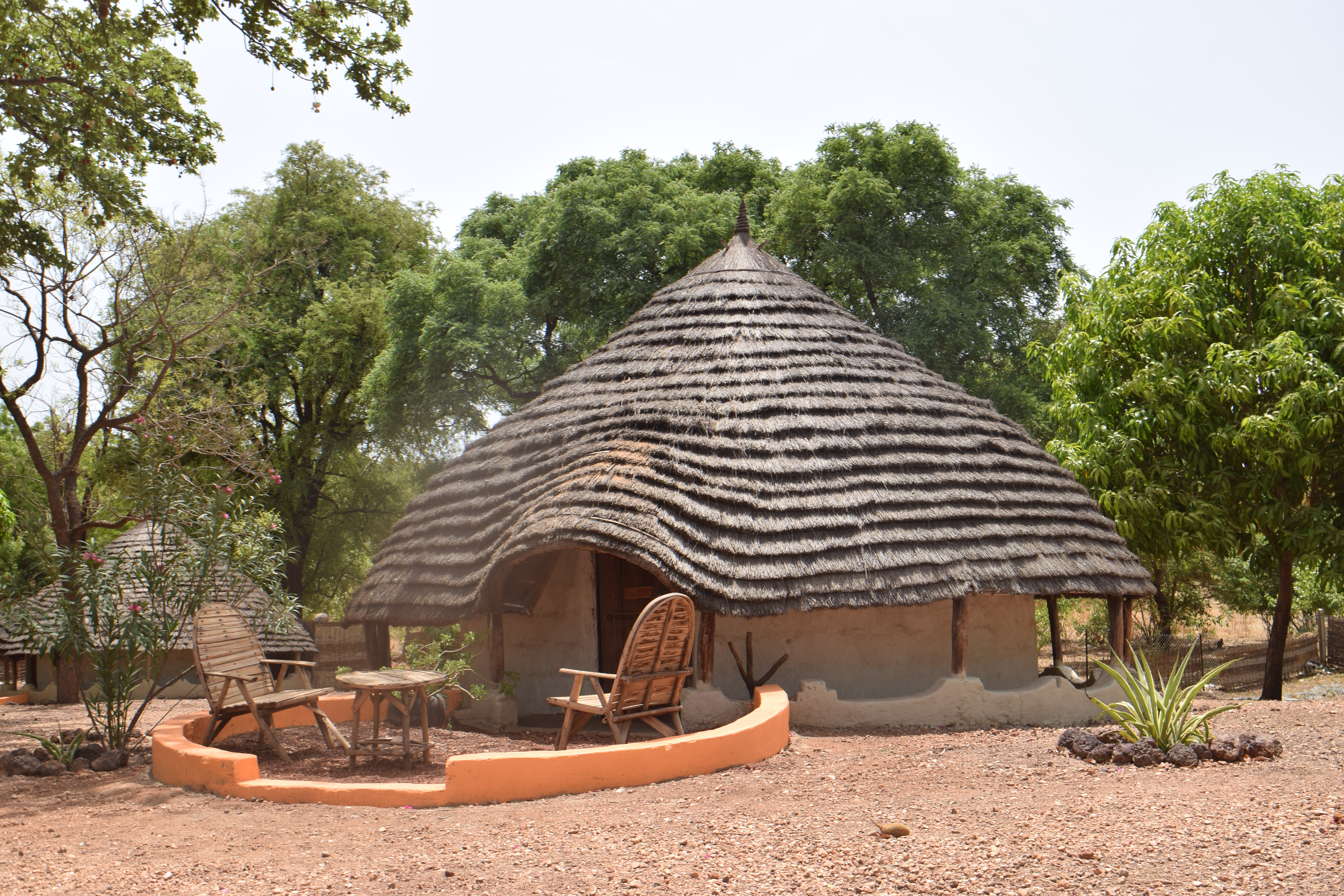
Ein Rundhaus in Salémata

Das Département Salémata ist eines von 45 Départements, in die der Senegal, und eines von drei Départements, in die die Region Kédougou gegliedert ist. Es liegt im Südosten des Senegal mit der Hauptstadt Salémata, begrenzt im Süden vom Nachbarland Guinea-Conakry und im Norden vom Gambia-Fluss, an dessen gegenüberliegendem Ufer der Nationalpark Niokolo-Koba beginnt.
Das Département hat eine Fläche von 1970 km² und gliedert sich wie folgt in Arrondissements, Kommunen (Communes) und Landgemeinden (Communautés rurales):
| Commune / Arrondissement | Communauté rurale | Einwohner 2013 |
| Salémata                 | —                 | 4.751          |
| Dakateli                 | Dakateli          | 3.676          |
| Dakateli                 | Kévoye            | 4.334          |
| Dar Salam                | Dar Salam         | 3.883          |
| Dar Salam                | Ethiolo           | 3.331          |
| Dar Salam                | Oubadji           | 2.135          |
| Département              | —                 | 22.111         |

## Infrastruktur
Die Infrastruktur des Départements ist mangelhaft. Es verfügt über nur ein einziges Postbüro und nicht über eine einzige Bankfiliale oder Tankstelle. Nicht eine einzige Straße ist asphaltiert. 60 Prozent der Dörfer haben keinen Telefonanschluss. Elektrischer Strom ist selbst in der Stadt Salémata kaum verfügbar. Es gibt keine Versorgung mit sauberem Trinkwasser. Die Bevölkerung ist auf das Wasser aus den Flüssen angewiesen, sodass durch Wasser übertragbare Krankheiten weit verbreitet sind. 90 Prozent der Schulen sind nur notdürftig überdacht. Mehrere Orte sind während 9 von 12 Monaten durch Flüsse von der Außenwelt abgeschnitten. Das gilt für Ethiolo, Oubadji und Dakatéli gleichermaßen.